# Younger (TV-serie)
Younger är en amerikansk dramakomedi-TV-serie skapad av Darren Star. Serien hade premiär 31 mars 2015 på TV Land och avslutades den 10 juni 2021.

## Rollista (i urval)
- Sutton Foster - Liza Miller
- Hilary Duff - Kelsey Peters
- Debi Mazar - Maggie
- Miriam Shor - Diana Trout
- Nico Tortorella - Josh
- Peter Hermann - Charles Brooks
- Molly Bernard - Lauren Heller